# NGC 1097
NGC 1097 (také známá jako Caldwell 67) je spirální galaxie s příčkou v souhvězdí Pece vzdálená přibližně 64 milionů světelných let. Objevil ji britský astronom William Herschel v roce 1790. Je to galaxie výrazně interagující s její sdruženou galaxií NGC 1097A a je zjevně narušená vzájemným působením slapových sil.
Na obloze se nachází ve střední části souhvězdí, 2 stupně severně od hvězdy Beta Fornacis. Má malou plošnou jasnost a ve střední Evropě nevychází vysoko nad obzor. 1,5 stupně severozápadně od ní leží NGC 1079, která se nachází ve stejné vzdálenosti od Země.

## Vlastnosti
NGC 1097 je Seyfertova galaxie. Podrobné snímky odhalily čtyři úzké výtrysky plazmatu, které míří pryč od jádra. Ty byly považovány za projev (v současnosti slabého) aktivního galaktického jádra. Následný rozbor nejjasnějších výtrysků a rozložení jejich energie napříč spektrem od rádiových vln po rentgenové záření vyloučilo jejich původ v synchrotronovém a brzdném záření. Ve skutečnosti jsou tyto výtrysky tvořeny hvězdami. Pomocí simulací a také pozorování teleskopem Very Large Array, který tyto výtrysky zkoumal na vlnové délce vodíku (21 cm) a nenašel v nich atomární vodík (ukazatel slapových ohonů), bylo zjištěno, že se pravděpodobně jedná o roztříštěné zbytky splynuté trpasličí galaxie.
V jádře této galaxie se nachází obří černá díra s hmotností 140 milionů hmotností Slunce.
Kolem černé díry se nachází zářící prstenec hvězdotvorné oblasti se sítí plynu a prachu, jejíž materiál po spirále padá do černé díry. Padající materiál v prstenci spouští tvorbu dalších hvězd. Prstenec má v průměru přibližně 5 000 světelných let a spirálová galaktická ramena sahají do vzdálenosti desetitisíců světelných let.
NGC 1097 má dvě satelitní galaxie, větší NGC 1097A a menší NGC 1097B. Trpasličí eliptická galaxie NGC 1097A je zvláštní eliptická galaxie, která obíhá ve vzdálenosti 42 000 světelných let od NGC 1097. Trpasličí galaxie NGC 1097B je ještě vzdálenější, má hmotnost 5 milionů hmotností Slunce, byla objevena díky jejímu záření molekulárního vodíku a vypadá jako běžná trpasličí nepravidelná galaxie.

## Supernovy
V galaxii NGC 1097 zatím byly pozorovány tři supernovy: SN 1992bd, SN 1999eu a SN 2003B.

## Galerie obrázků

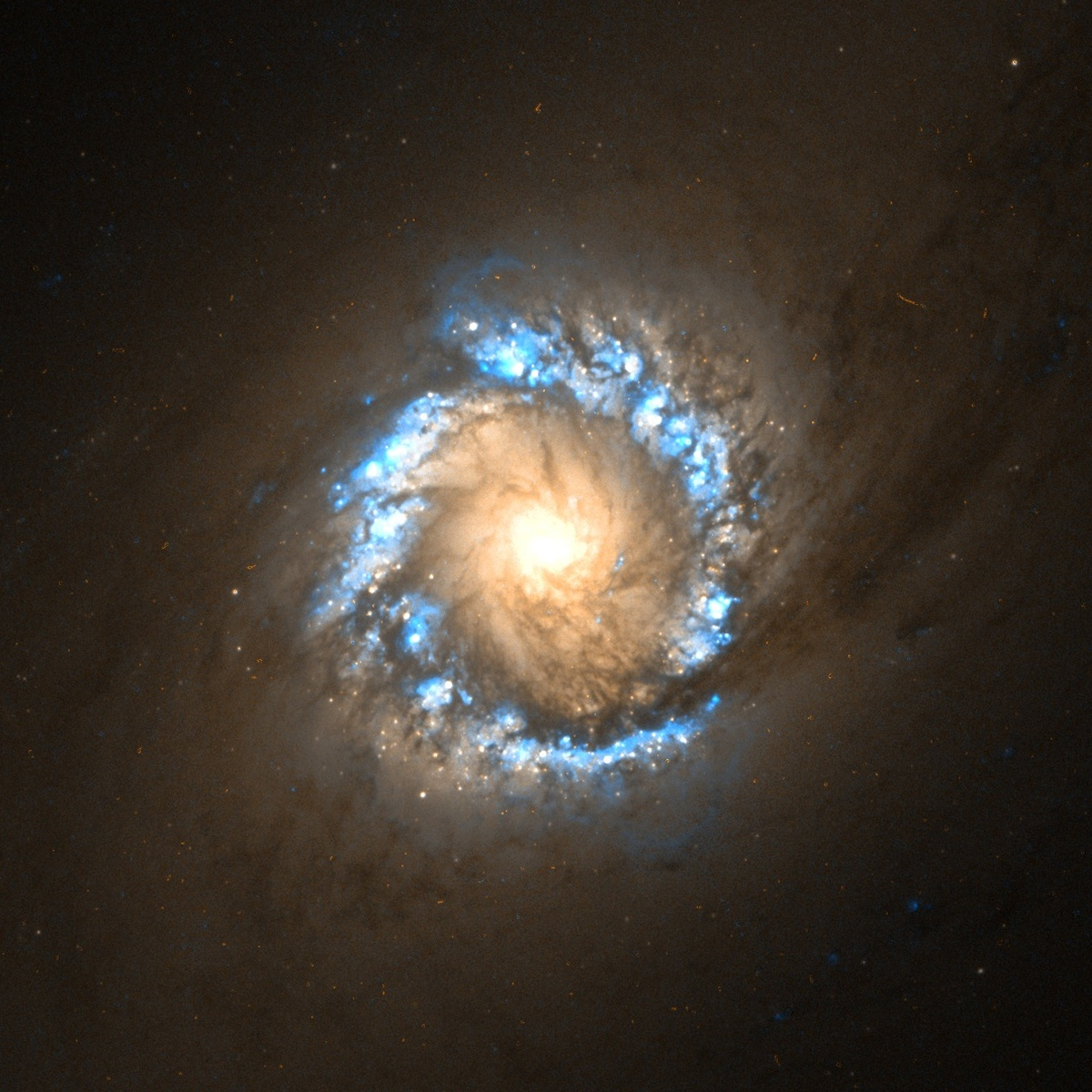
0,9' široký snímek hvězdotvorného prstence z Hubbleova vesmírného dalekohledu.
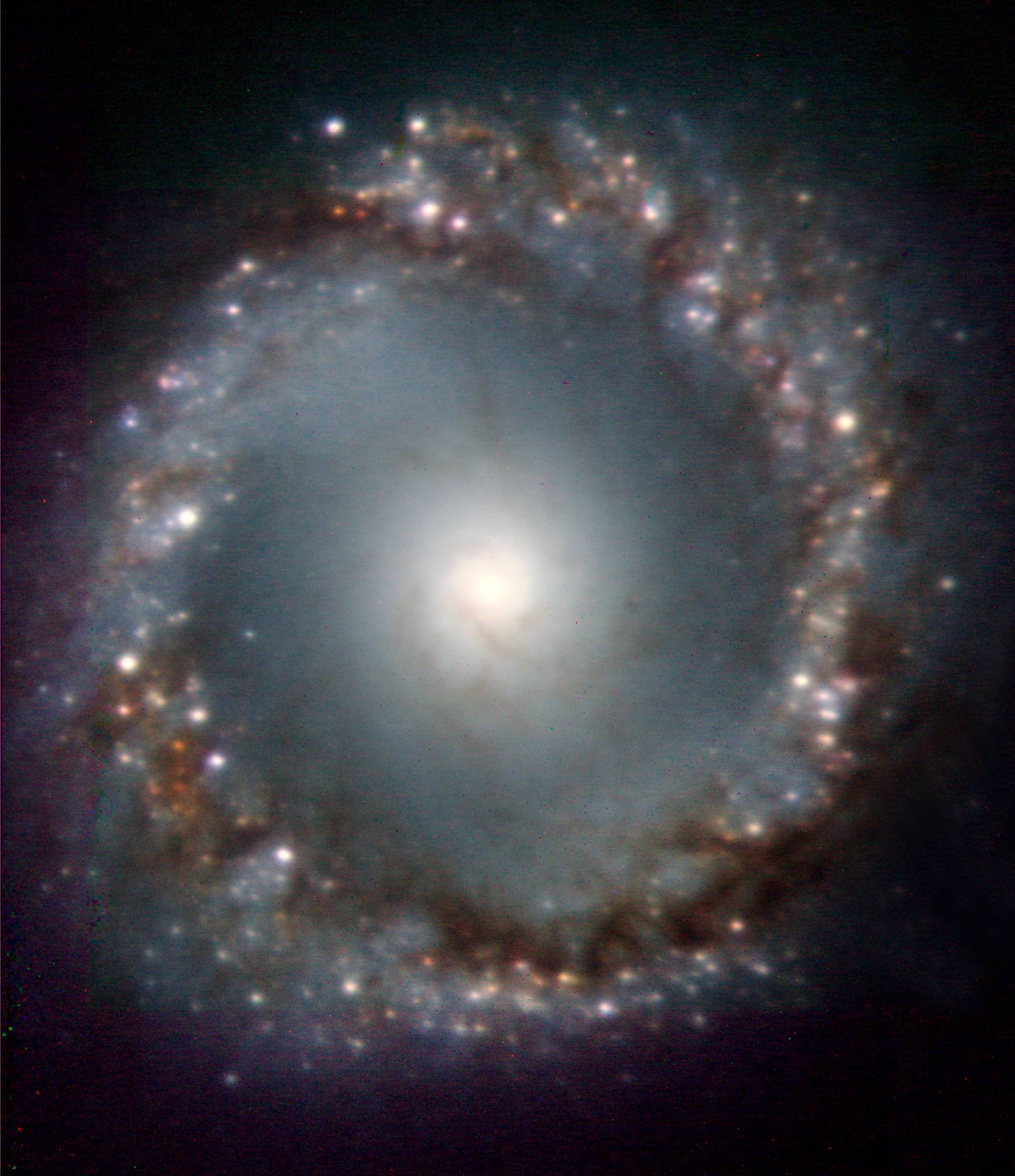
Složený snímek centrální oblasti široké 5 500 světelných let v galaxii NGC 1097, získaný pomocí adaptivní optiky na VLT. Autor: ESO.
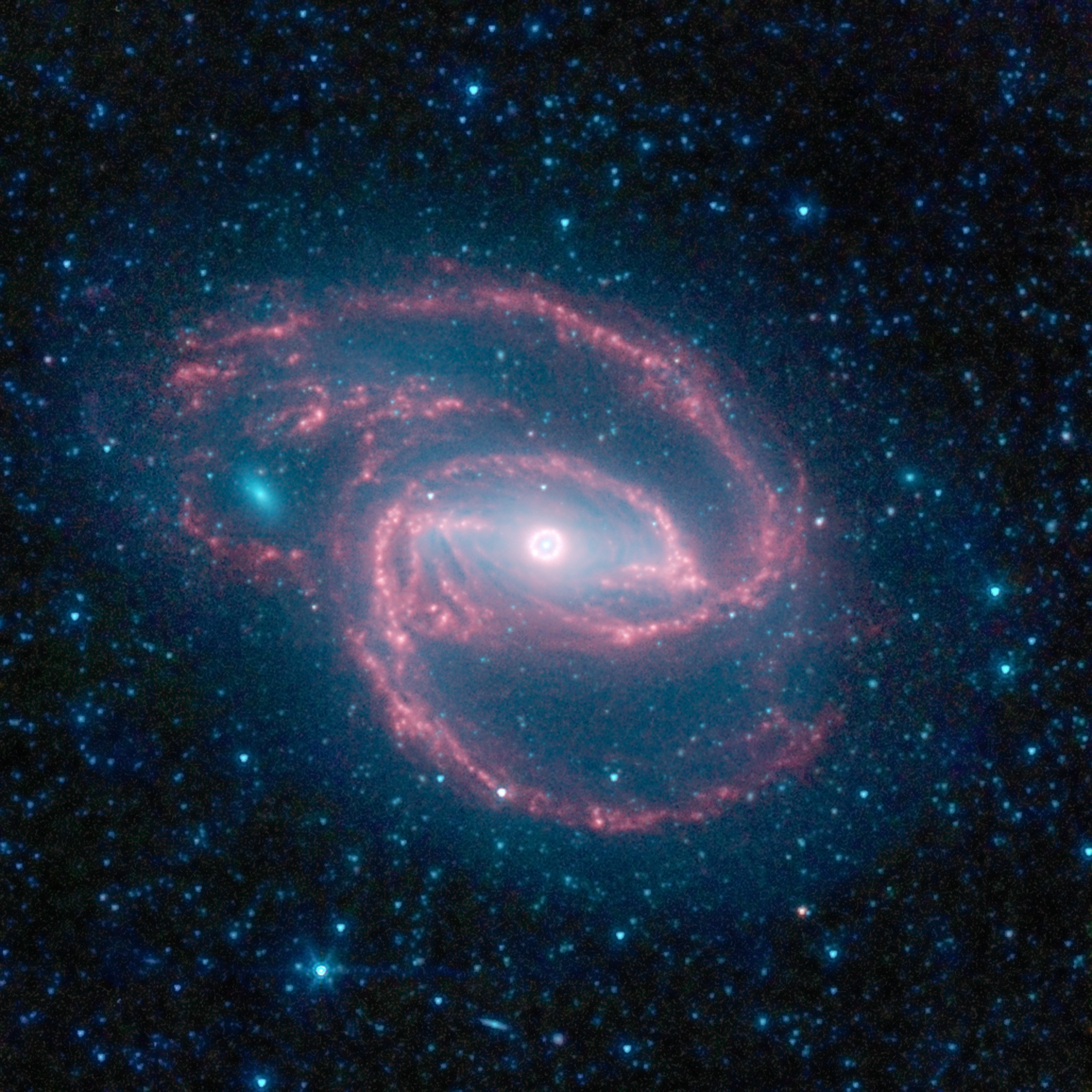
Infračervený snímek NGC 1097 v nepravých barvách ze Spitzerova vesmírného dalekohledu.